# Salomon Bibo
Salomon Bibo (Brakel, 15 luglio 1853 – San Francisco, 4 maggio 1934) è stato un mercante e politico tedesco naturalizzato statunitense.

## Biografia
Salomon Bibo nacque in Vestfalia, che dal 1815 era divenuta una regione della Prussia. 
Era il sesto degli undici figli di Isak e Blümchen Bibo; suo padre era hazzan "cantore", presso la locale sinagoga.
Nel 1869 emigrò nel Nuovo Messico, come due suoi fratelli prima di lui. Iniziò a lavorare presso un'altra famiglia ebrea emigrata in precedenza. Poi i tre fratelli Bibo iniziarono un fiorente commercio con gli indiani Navajos, facendo da intermediari tra quegli indiani e l'esercito statunitense.
I fratelli Bibo fondarono negozi in varie località del Nuovo Messico: Laguna, Fort Wingate, Cebolleta, Bernalillo, e Grants. I fratelli da veri poliglotti, parlavano numerose lingue dei nativi americani, oltre al tedesco, all'yiddish e all'inglese.
A partire dal 1876, Salomon Bibo si trovò particolarmente coinvolto in una controversia tra il popolo Acoma e il Dipartimento degli Interni. La controversia aveva prodotto un trattato che aveva concesso a quella popolazione 94.000 acri (380 km²) di terra, molto meno di quanto gli Acoma ritenevano di aver diritto. Per aiutare il popolo Acoma, Solomon imparò la loro lingua, il Keresan, e lui e suo fratello Simon scrissero lettere al Dipartimento degli Interni che portarono nel 1881 alla revisione del trattato. Gli ispettori del governo, Walter e Robert Marmon, erano missionari presbiteriani e commercianti e parteggiavano per gli abitanti di Laguna. Forse per questo il governo condannò gli Acoma e concesse la maggior parte della terra contesa a Laguna.
Il 12 dicembre 1882 Salomon si stabilì (sempre come commerciante) presso gli Acomas. Diventò emissario del Governo presso quegli indiani e conquistò la loro fiducia. Per evitare di essere ulteriormente espropriati delle loro terre, gli Acoma le affidarono a Solomon Bibo, con un regolare contratto, sottoscritto il 7 aprile 1884.
Tale contratto, di durata trentennale, prevedeva un affitto annuo di 12.000 dollari, una tassa di 10 centesimi ogni tonnellata di carbone estratta dalle ricche miniere e il diritto di pascolo per le greggi.
L'agente indiano di Santa Fe, Pedro Sanchez, tentò di far annullare quel contratto; dopo una lunga controversia il Commissario per gli Affari Indiani, Hiram Price, decise salomonicamente: annullò il contratto di locazione, e contemporaneamente rimosse Sanchez. Allora Salomon sposò, nel 1885, la nipote del capo degli Acoma, Juana Valle (che si converte all'ebraismo), e venne proclamato capo della tribù.
"Don Solomono", come era conosciuto dalla tribù, fu governatore (capo tribù) quattro volte. 
Gli Acoma chiesero agli Stati Uniti di riconoscere Bibo come loro leader e, nel 1888, fu riconosciuto come tale da un agente del Bureau of Indian Affairs.
Come governatore, promosse l'introduzione di un moderno sistema di formazione e l'arrivo della prima insegnante di scuola elementare ad Acoma; permise che la sua casa fosse utilizzata come scuola per il primo anno di scuola, prima che il governo edificasse un edificio di sua proprietà, alcuni studenti furono inviati al Carlisle Indian Industrial School in Pennsylvania.
Nel 1898 il capo, a causa delle crescenti tensioni che circondarono questi cambiamenti, lasciò la riserva con la moglie e i figli, anche per permettere a questi ultimi di ricevere un'educazione moderna e una formazione nella religione ebraica; si trasferì a San Francisco. Qui divenne socio (fino al 1906) di un negozio di alimentari ma continuò a viaggiare avanti e indietro tra il Nuovo Messico e la California per gestire i suoi affari lì; vendette la sua quota del suo vecchio negozio presso gli Acoma al fratello Emil nel 1904, e aprì un nuovo negozio a San Rafael, nel Nuovo Messico nel 1906. Fece anche notevoli investimenti immobiliari a San Francisco.
La Grande Depressione rovinò molti dei negozi dei fratelli Bibo e gli investimenti nel Nuovo Messico durante i primi anni trenta. Anche gli investimenti azionari di Salomon Bibo furono colpiti duramente, lasciandogli soprattutto le sue proprietà immobiliari a San Francisco.
Solomon Bibo morì il 4 maggio 1934; sua moglie nel marzo 1941. Fu cremato e sepolto nel cimitero ebraico del Tempio Emanu-El a Colma, in California. Alcuni dei loro sei figli, quattro femmine e due maschi, tornarono più tardi nel Nuovo Messico e molti dei discendenti di Salomone Bibo e dei suoi fratelli risiedono ancora nel Nuovo Messico, e comprendono ebrei, ispanici e nativi americani.